# Municipio de Powhattan
El municipio de Powhattan (en inglés: Powhattan Township) es un municipio ubicado en el condado de Brown en el estado estadounidense de Kansas. En el año 2010 tenía una población de 888 habitantes y una densidad poblacional de 3,82 personas por km².

## Geografía
El municipio de Powhattan se encuentra ubicado en las coordenadas 39°43′27″N 95°42′33″O / 39.72417, -95.70917. Según la Oficina del Censo de los Estados Unidos, el municipio tiene una superficie total de 232.52 km², de la cual 232,43 km² corresponden a tierra firme y (0,04 %) 0,09 km² es agua.

## Demografía
Según el censo de 2010, había 888 personas residiendo en el municipio de Powhattan. La densidad de población era de 3,82 hab./km². De los 888 habitantes, el municipio de Powhattan estaba compuesto por el 44,26 % blancos, el 0,45 % eran afroamericanos, el 53,15 % eran amerindios, el 0,45 % eran de otras razas y el 1,69 % eran de una mezcla de razas. Del total de la población el 3,49 % eran hispanos o latinos de cualquier raza.